# Widehakaiwalja
Widehakaiwalja („bezcielesna kaiwalja”) – w filozofii indyjskiej stan atmana pozostającego w całkowitej czystości po oddzieleniu od materii.
Doświadczenia z tego poziomu stają się udziałem dźiwanmukty (adepta wyzwolonego za życia), gdy prarabdha karman (aktualnie owocujący karman) wyczerpie się umożliwiając opuszczenie ciała (fizycznego i wyższych) i dobiegnie kresu jego obecna (i zarazem ostatnia) inkarnacja.